# Patrice Serres
Pour les articles homonymes, voir Serres.
Patrice Serres, né le 13 octobre 1946 à Paris et mort le 10 mai 2023 à Courbevoie, est un dessinateur et sinologue français.

## Biographie
Au cours de sa carrière de dessinateur aux États-Unis, il est l'assistant de Frank Robbins. De retour en France, il travaille sur trois tomes des Aventures de Tanguy et Laverdure scénarisés par Jean-Michel Charlier. La thématique de l'aviation, entamée aux États-Unis, se poursuit dans d'autres histoires.
Dans la presse, ses illustrations apparaissent signés « Esdé » dans Pilote de 1968 à 1973, et il assure par la suite la direction de magazines satiriques. En 1975, devenu rédacteur en chef adjoint de Tintin, il contribue à la relance du titre en y prépubliant d'autres séries à succès, comme les aventures de Blueberry et de Lucky Luke.
À la radio, il crée des émissions comme la Radio à roulettes sur France Musique en 1977 et Trésors vivants sur France Culture l'année suivante. De 1977 à 1981, il permet à des écoliers d'organiser des débats, dans une rubrique d'une heure, intitulée L'Orteil en coin, au sein de l'émission L'Oreille en coin diffusée sur France Inter.
Sa sélection pour la création d'un timbre-poste est la suite de rencontres. Lors d'un travail pour le SIRPA de l'Armée de l'air en 2003, il rencontre le rabbin Haïm Korsia qu'il visite lors d'un atelier d'écriture hébraïque au Salon du timbre et de l'écrit de 2006. Serres y dessine rapidement un avion remarqué par une directrice de Phil@poste, service chargé de la création du programme philatélique de La Poste. En janvier 2007, est mis en vente sa première illustration d'un document philatélique pour l'émission « les Justes de France ». En mars de la même année, est émis son premier timbre dédié au journaliste Albert Londres, dont il prépare alors une biographie en bande dessinée pour le journal le Parisien.
En dehors de la bande dessinée et des médias, il est également connu pour être sinologue. Un voyage qu'il fit en république populaire de Chine pendant la Révolution culturelle, en 1967, a failli lui coûter la vie. De 1969 à 1975, pour l'éditeur L'Impensé Radical, il traduit et commente des règles de jeux d'échecs d'Extrême-Orient. Son Grand Livre des proverbes chinois est publié en quatre langues depuis 1999.
Il meurt le 10 mai 2023, à Courbevoie, à l'âge de 76 ans.

## Œuvres

### Bandes dessinées
- Yves Sainclair, scénario de Claude Moliterni (Dargaud)
- 1. Sous le ciel du dragon (1975)
- 2. À l'est du Yangzi (1976)
- Secourir, scénario de Christian Debras (Fayard-Mame)
- 1. Secourir? Premiers gestes (1978)
- 2. Mystère sur Odyssée (1978)
- Les Aventures de Tanguy et Laverdure, scénario de Jean-Michel Charlier :
  - Opération Tonnerre, avec Jijé (1981)
  - Plan de vol pour l'enfer (1982)
  - L'Espion venu du ciel (1984)
- Kim Wolf (Dargaud)

1. La meute (1991)

- Les fourmis, d'après Bernard Werber (Albin Michel 1994)[6]
- Le bal des abeilles, scénario de Rémy Chauvin (éditions du Goral, 2001)[7]
- Qin, l'empire des dix mille années (Philippe Picquier 2006)
- Les forçats de la route, d'après Albert Londres (Le Parisien éditions 2007)

### Timbre de France
- « Albert Londres 1884-1932 », gravé par Jacky Larrivière, 19 mars 2007. Ce premier timbre-poste réalisé par Patrice Serres représente le débarquement des bagnards en Guyane, sur les conditions de vie desquels le reporter enquêta en 1923.
- « Armistice 1914-1918 », gravé par André Lavergne, 12 novembre 2008.

### Essais
- Goral, 1998
- Qin : L'Empire des dix mille années , 2006
- La RTBF est aussi la nôtre, de Bernard Hennebert, 2006
- Le Grand Livre des proverbes de l'Inde, avec Jean Rémy, 2008
- Maxi proverbes de l'Inde, avec Jean Rémy, 2009
- Le Livre des proverbes chinois, 2009
- Le Mystère de l'ordre alphabétique, 2010